# قلعه حسن (هامون)
قلعه حسن، روستایی در دهستان لوتک بخش مرکزی شهرستان هامون در استان سیستان و بلوچستان ایران است.

## جمعیت
بر پایه سرشماری عمومی نفوس و مسکن در سال ۱۳۹۵، جمعیت این روستا برابر با ۲۸۰ نفر (۶۹ خانوار) بوده است.